# Kristina Topuzović
Kristina Topuzović (in serbo Кристина Топузовић?; Šabac, 23 agosto 1994) è una cestista serba.

## Carriera
Con la Serbia ha disputato i Campionati mondiali del 2022 e a due edizioni dei Campionati europei (2015, 2023).